# Chiayusaurus asianensis
Chiayusaurus asianensis es una de las dos especie del género dudosa Chiayusaurus (“lagarto de Jiayuguan”) de dinosaurio saurópodo, macronario que vivió en el Cretácico medio, hace aproximadamente 115 millones de años, durante el Aptiense, en lo que hoy es Asia.